# WCW World Tag Team Championship
Il WCW World Tag Team Championship è stato un titolo di wrestling riservato alla divisione tag team di proprietà della World Championship Wrestling, inizialmente affiliata alla National Wrestling Alliance.
Il titolo fu attivo dal 1990, anche se la WCW riconosce campioni anche i detentori della versione Mid-Atlantic del NWA World Tag Team Championship, fino al 2001, quando la World Wrestling Federation lo unificò all'interno del proprio titolo tag.

## Storia
La Mid-Atlantic Championship Wrestling, successivamente Jim Crockett Promotions e poi World Championship Wrestling, nacque come territorio della National Wrestling Alliance, e come tale promuoveva come campioni della categoria tag i detentori della versione regionale del NWA World Tag Team Championship. Questi sono riconosciuti dalla WCW anche come detentori del WCW World Tag Team Championship, dal momento che considerano il titolo come prosieguo della cintura NWA.
Quando nel 1991 Ted Turner acquistò la JCP per rinominarla World Championship Wrestling, anche il titolo cambiò nome, diventando il WCW World Tag Team Championship, e da quel momento la NWA smise di riconoscere il titolo, assegnandolo separatamente solo un anno dopo, decretando un solo titolo di coppia per tutti i suoi territori. Terry Gordy e Steve Williams vinsero i titoli WCW quando erano anche in possesso dei nuovi NWA World Tag Team Championship e i titoli furono per un periodo difesi insieme, fino al settembre 1993, quando la WCW lasciò la NWA.

## Albo d'oro
| Legenda  |                                                                               |
| -------- | ----------------------------------------------------------------------------- |
| #        | Indica il numero del regno titolato                                           |
| Regno    | Viene indicato il numero del regno del campione                               |
| Data     | La data in cui il titolo è stato vinto                                        |
| Località | Indica il luogo in cui il titolo è stato vinto                                |
| Note     | Indica notizie particolari riguardanti i cambi di titolo o altre informazioni |

### National Wrestling Alliance (1975-1990)
Questi regni appartengono alla versione Mid-Atlantic del NWA World Tag Team Championship, ma sono riconosciuti dalla WCW come parte della storia del WCW World Tag Team Championship.
| #  | Campione                                  | Regno | Data              | Giorni | Località                        | Evento                         | Note | Fonti |
| -- | ----------------------------------------- | ----- | ----------------- | ------ | ------------------------------- | ------------------------------ | --- | ----- |
| 1  | Gene Anderson e Ole Anderson              | 1     | 29 gennaio 1975   | 106    | --                              | House Show                     | Gli Anderson furono annunciati come vincitori di un torneo per l'assegnazione della versione Mid-Atlantic del NWA World Tag Team Championship. |       |
| 2  | Paul Jones e Wahoo McDaniel               | 1     | 15 maggio 1975    | 27     | Greensboro, Carolina del Nord   | House Show                     | |       |
| 3  | Gene Anderson e Ole Anderson              | 2     | 11 giugno 1975    | 230    | Raleigh, Carolina del Nord      | WRAL-TV                        | |       |
| 4  | Rufus R. Jones e Wahoo McDaniel (2)       | 1     | 27 gennaio 1976   | 7      | Columbia, Carolina del Sud      | House Show                     | |       |
| 5  | Gene Anderson e Ole Anderson              | 3     | 3 febbraio 1976   | 92     | Raleigh, Carolina del Nord      | House Show                     | |       |
| 6  | Dino Bravo e Mr. Wrestling                | 1     | 5 maggio 1976     | 54     | Raleigh, Carolina del Nord      | WRAL-TV                        | |       |
| 7  | Gene Anderson e Ole Anderson              | 4     | 28 giugno 1976    | 181    | Greenville, Carolina del Sud    | House Show                     | |       |
| 8  | Greg Valentine e Ric Flair                | 1     | 26 dicembre 1976  | 133    | Greensboro, Carolina del Nord   | House Show                     | |       |
| 9  | Gene Anderson e Ole Anderson              | 5     | 8 maggio 1977     | 138    | Charlotte, Carolina del Nord    | House Show                     | |       |
| 10 | Dick Slater e Dusty Rhodes                | 1     | 23 settembre 1977 | 21     | Atlanta, Georgia                | House Show                     | |       |
| 11 | Gene Anderson e Ole Anderson              | 6     | 14 ottobre 1977   | 16     | Atlanta, Georgia                | House Show                     | |       |
| 12 | Greg Valentine e Ric Flair                | 2     | 30 ottobre 1977   | --     | Greensboro, Carolina del Nord   | House Show                     | |       |
| —  | Vacante                                   | —     | aprile 1978       | —      | —                               | —                              | Il titolo venne reso vacante per le continue squalifiche di Valentine e Flair. |       |
| 13 | Paul Jones (2) e Ricky Steamboat          | 1     | 23 aprile 1978    | 45     | Greensboro, Carolina del Nord   | House Show                     | In un torneo per riassegnare i titoli vacanti, sconfiggendo in finale Ken Patera e The Masked Superstar. |       |
| 14 | Baron von Raschke e Greg Valentine (3)    | 1     | 7 giugno 1978     | 88     | Raleigh, Carolina del Nord      | House Show                     | |       |
| 15 | Jimmy Snuka e Paul Orndorff               | 1     | 26 dicembre 1978  | 111    | Richmond, Virginia              | House Show                     | |       |
| 16 | Baron von Raschke (2) e Paul Jones (3)    | 1     | 16 aprile 1979    | 114    | Greenville, Carolina del Sud    | House Show                     | |       |
| 17 | Blackjack Mulligan e Ric Flair (3)        | 1     | 8 agosto 1979     | 14     | Greensboro, Carolina del Nord   | House Show                     | |       |
| 18 | Baron von Raschke (3) e Paul Jones (4)    | 2     | 22 agosto 1979    | 63     | Raleigh, Carolina del Nord      | House Show                     | |       |
| 19 | Jay Youngblood e Ricky Steamboat (2)      | 1     | 24 ottobre 1979   | 157    | Raleigh, Carolina del Nord      | House Show                     | |       |
| 20 | Greg Valentine (4) e Ray Stevens          | 1     | 29 marzo 1980     | 42     | Charlotte, Carolina del Nord    | House Show                     | |       |
| 21 | Jay Youngblood (2) e Ricky Steamboat (3)  | 2     | 10 maggio 1980    | 43     | Greensboro, Carolina del Nord   | House Show                     | |       |
| 22 | Jimmy Snuka (2) e Ray Stevens (2)         | 1     | 22 giugno 1980    | 158    | Greensboro, Carolina del Nord   | House Show                     | |       |
| 23 | The Masked Superstar e Paul Jones (5)     | 1     | 27 novembre 1980  | 87     | Greensboro, Carolina del Nord   | House Show                     | |       |
| 24 | Ivan Koloff e Ray Stevens (3)             | 1     | 22 febbraio 1981  | 28     | Greensboro, Carolina del Nord   | House Show                     | |       |
| 25 | The Masked Superstar (2) e Paul Jones (5) | 2     | 22 marzo 1981     | 40     | Greensboro, Carolina del Nord   | House Show                     | |       |
| 26 | Gene Anderson e Ole Anderson              | 7     | 1 maggio 1981     | --     | Richmond, Virginia              | House Show                     | | [ 3 ] |
| —  | Vacante                                   | —     | dicembre 1981     | —      | —                               | —                              | Reso vacante in seguito ad un infortunio subito da Gene Anderson. |       |
| 27 | Ole Anderson (8) e Stan Hansen            | 1     | 26 giugno 1982    | 57     | --                              | House Show                     | Titolo assegnato dopo che McDaniel e Muraco, loro avversari nella finale del torneo per riassegnare il titolo, si divisero. |       |
| —  | Vacante                                   | —     | 22 agosto 1982    | —      | —                               | —                              | Il titolo venne reso vacante in seguito alla partenza di Anderson. |       |
| 28 | Don Kernodle e Sgt. Slaughter             | 1     | settembre 1982    | --     | --                              | House Show                     | Titolo assegnato a tavolino, nonostante venissero annunciati come i vincitori di un torneo per riassegnare il titolo. I due furono riconosciuti campioni anche nel territorio di Los Angeles, dopo che quella versione del titolo fu disattivata. |       |
| 29 | Jay Youngblood (3) e Ricky Steamboat (4)  | 3     | 12 marzo 1983     | 98     | Greensboro, Carolina del Nord   | House Show                     | |       |
| 30 | Jack Brisco e Jerry Brisco                | 1     | 18 giugno 1983    | 107    | Greenville, Carolina del Sud    | House Show                     | |       |
| 31 | Jay Youngblood (4) e Ricky Steamboat (5)  | 4     | 3 ottobre 1983    | 18     | Greenville, Carolina del Sud    | House Show                     | |       |
| 32 | Jack Brisco e Jerry Brisco                | 2     | 21 ottobre 1983   | 34     | Richmond, Virginia              | House Show                     | |       |
| 33 | Jay Youngblood (5) e Ricky Steamboat (6)  | 5     | 24 novembre 1983  | 31     | Greensboro, Carolina del Nord   | Starrcade 1983                 | |       |
| —  | Vacante                                   | —     | 25 dicembre 1983  | —      | —                               | —                              | Il titolo venne reso vacante in seguito al ritiro di Ricky Steamboat. |       |
| 34 | Don Kernodle (2) e Bob Orton Jr.          | 1     | 8 gennaio 1984    | 56     | Charlotte, Carolina del Nord    | House Show                     | In un torneo per riassegnare i titoli vacanti, sconfiggendo in finale Dory Funk Jr. e Jimmy Valiant. |       |
| 35 | Mark Youngblood e Wahoo McDaniel (3)      | 1     | 4 marzo 1984      | 31     | Charlotte, Carolina del Nord    | House Show                     | |       |
| 36 | Jack Brisco e Jerry Brisco                | 3     | 4 aprile 1984     | 28     | Spartanburg, Carolina del Sud   | House Show                     | |       |
| 37 | Mark Youngblood (2) e Wahoo McDaniel (4)  | 2     | 5 maggio 1984     | 3      | Greensboro, Carolina del Nord   | House Show                     | |       |
| 38 | Don Kernodle (3) e Ivan Koloff (2)        | 1     | 8 maggio 1984     | 165    | Spartanburg, Carolina del Sud   | House Show                     | |       |
| 39 | Dusty Rhodes (2) e Manny Fernandez        | 1     | 20 ottobre 1984   | 149    | Greensboro, Carolina del Nord   | House Show                     | |       |
| 40 | Ivan Koloff (3) e Nikita Koloff           | 1     | 18 marzo 1985     | 112    | Fayetteville, Carolina del Nord | House Show                     | Durante questo regno, al team si unì anche Krusher Krushchev, che fu riconosciuto campione sotto la Freebird Rule. |       |
| 41 | Ricky Morton e Robert Gibson              | 1     | 8 luglio 1985     | 97     | Shelby, Carolina del Nord       | House Show                     | |       |
| 42 | Ivan Koloff (4) e Nikita Koloff (2)       | 2     | 13 ottobre 1985   | 107    | Charlotte, Carolina del Nord    | House Show                     | |       |
| 43 | Ricky Morton e Robert Gibson              | 2     | 28 gennaio 1986   | 5      | Greensboro, Carolina del Nord   | Starrcade 1985                 | |       |
| 44 | Bobby Eaton e Dennis Condrey              | 1     | 2 febbraio 1986   | 195    | Atlanta, Georgia                | Superstars on the Superstation | |       |
| 45 | Ricky Morton e Robert Gibson              | 3     | 16 agosto 1986    | 106    | Filadelfia, Pennsylvania        | House Show                     | |       |
| 46 | Manny Fernandez (2) e Rick Rude           | 1     | 30 novembre 1986  | 171    | Atlanta, Georgia                | World Championship Wrestling   | |       |
| 47 | Ricky Morton e Robert Gibson              | 4     | 26 maggio 1987    | 126    | Spokane, Washington             |                                | i due vennero annunciati come vincitori di un incontro titolato contro Fernandez e Ivan Koloff, sostituto di Rude, sebbene l'incontro non avvenne mai.                                                                                            |       |
| 48 | Arn Anderson e Tully Blanchard            | 1     | 29 settembre 1987 | 180    | Misenheimer, Carolina del Nord  | NWA Pro Wrestling              | |       |
| 49 | Barry Windham e Lex Luger                 | 1     | 27 marzo 1988     | 24     | Greensboro, Carolina del Nord   | Clash of the Champions I       | |       |
| 50 | Arn Anderson e Tully Blanchard            | 2     | 20 aprile 1988    | 143    | Jacksonville, Florida           | World Championship Wrestling   | |       |
| 51 | Bobby Eaton (2) e Stan Lane               | 1     | 10 settembre 1988 | 49     | Filadelfia, Pennsylvania        | House Show                     | |       |
| 52 | Road Warrior Animal e Road Warrior Hawk   | 1     | 29 ottobre 1988   | 155    | New Orleans, Louisiana          | Worldwide                      | |       |
| 53 | Mike Rotunda e Steve Williams             | 1     | 2 aprile 1989     | 35     | New Orleans, Louisiana          | Clash of the Champions VI      | |       |
| —  | Vacante                                   | —     | 7 maggio 1989     | —      | —                               | —                              | Il titolo venne reso vacante quando dei compagni di stable dei campioni attaccarono Nikita Koloff, arbitro speciale di un incontro titolato. |       |
| 54 | Jimmy Garvin e Michael Hayes              | 1     | 14 giugno 1989    | 140    | Fort Bragg, Carolina del Nord   | Clash of the Champions VII     | In un torneo per riassegnare i titoli vacanti, sconfiggendo in finale Bobby Eaton e Stan Lane. |       |
| 55 | Rick Steiner e Scott Steiner              | 1     | 1 novembre 1989   | 199    | Atlanta, Georgia                | World Championship Wrestling   | |       |

### NWA/WCW (1990-1993)
| #  | Campione                              | Regno | Data              | Giorni | Località               | Evento                      | Note | Fonti |
| -- | ------------------------------------- | ----- | ----------------- | ------ | ---------------------- | --------------------------- | --- | ----- |
| 56 | Butch Reed e Ron Simmons              | 1     | 19 maggio 1990    | --     | Washington D.C.        | Capital Combat              | Nel gennaio 1991 i due iniziarono ad essere annunciati solo come detentori del WCW World Tag Team Championship, segnando la prima effettiva apparizione del titolo.                                          |       |
| 57 | Jimmy Garvin e Michael Hayes          | 1     | 24 febbraio 1991  | -6     | Phoenix, Arizona       | WrestleWar                  | |       |
| 58 | Rick Steiner e Scott Steiner          | 2     | 18 febbraio 1991  | 152    | Montgomery, Alabama    | WCW Pro                     | L'evento andò in onda il 9 marzo 1991. |       |
| —  | Vacante                               | —     | 29 luglio 1991    | —      | —                      | —                           | Il titolo fu reso vacante per un infortunio di Scott Steiner. |       |
| 59 | Arn Anderson (3) e Larry Zbyszko      | 1     | 5 settembre 1991  | 75     | Augusta, Georgia       | Clash of the Champions XVI  | In un torneo per riassegnare i titoli vacanti, sconfiggendo in finale Rick Steiner e Bill Kazmaier. |       |
| 60 | Ricky Steamboat (7) e Dustin Rhodes   | 1     | 19 novembre 1991  | 58     | Savannah, Georgia      | Clash of the Champions XVII | |       |
| 61 | Arn Anderson (4) e Bobby Eaton (3)    | 1     | 16 gennaio 1992   | 108    | Jacksonville, Florida  | House Show                  | |       |
| 62 | Rick Steiner e Scott Steiner          | 3     | 3 maggio 1992     | 63     | Chicago, Illinois      | House Show                  | |       |
| 63 | Terry Gordy e Steve Williams (2)      | 1     | 5 luglio 1992     | 71     | Albany, Georgia        | House Show                  | Il 12 luglio i due vinsero anche la versione Mid-Atlantic, ormai riconosciuta come nazionale, del NWA World Tag Team Championship e iniziarono a difendere i titoli simultaneamente.                         |       |
| 64 | Barry Windham (2) e Dustin Rhodes (2) | 1     | 21 settembre 1992 | 58     | Atlanta, Georgia       | WCW Saturday Night          | Vincendo anche il NWA World Tag Team Championship. |       |
| 65 | Shane Douglas e Ricky Steamboat (8)   | 1     | 18 novembre 1992  | 104    | Macon, Georgia         | Clash of the Champions XXI  | Vincendo anche il NWA World Tag Team Championship. |       |
| 66 | Brian Pillman e Steve Austin          | 1     | 2 marzo 1993      | 169    | Macon, Georgia         | WCW Worldwide               | Vincendo anche il NWA World Tag Team Championship. |       |
| 67 | Arn Anderson (2) e Paul Roma          | 1     | 18 agosto 1993    | --     | Daytona Beach, Florida | Clash of the Champions XXIV | Vincendo anche il NWA World Tag Team Championship. Il 1º settembre 1993 la WCW lasciò la NWA, riconoscendo Anderson e Roma come campioni tag, ma la NWA rese vacante il suo NWA World Tag Team Championship. |       |

### World Championship Wrestling (1993–2001)
| #   | Campione                                                    | Regno | Data              | Giorni | Località                         | Evento                       | Note | Fonti |
| --- | ----------------------------------------------------------- | ----- | ----------------- | ------ | -------------------------------- | ---------------------------- | --- | ----- |
| 68  | Brian Knobbs e Jerry Sags                                   | 1     | 19 settembre 1993 | 15     | Houston, Texas                   | Fall Brawl                   | |       |
| 69  | 2 Cold Scorpio e Marcus Alexander Bagwell                   | 1     | 4 ottobre 1993    | 20     | Columbus, Georgia                | WCW Saturday Night           | In un episodio andato in onda il 23 ottobre 1993. |       |
| 70  | Brian Knobbs e Jerry Sags                                   | 2     | 24 ottobre 1993   | 210    | New Orleans, Louisiana           | Halloween Havoc 1993         | |       |
| 71  | Cactus Jack e Kevin Sullivan                                | 1     | 22 maggio 1994    | 56     | Filadelfia, Pennsylvania         | Slamboree 1994               | |       |
| 72  | Paul Orndorff (2) e Paul Roma (2)                           | 1     | 17 luglio 1994    | 70     | Orlando, Florida                 | Bash at the Beach 1994       | |       |
| 73  | Marcus Alexander Bagwell (2) e The Patriot                  | 1     | 25 settembre 1994 | 28     | Atlanta, Georgia                 | WCW Main Event               | |       |
| 74  | Paul Orndorff (3) e Paul Roma (3)                           | 2     | 23 ottobre 1994   | 35     | Detroit, Michigan                | Halloween Havoc 1994         | |       |
| 75  | Marcus Alexander Bagwell (3) e The Patriot (2)              | 2     | 16 novembre 1994  | 22     | Jacksonville, Florida            | Clash of the Champions XXIX  | |       |
| 76  | Booker T e Stevie Ray                                       | 1     | 8 dicembre 1994   | 164    | Atlanta, Georgia                 | WCW Saturday Night           | In un episodio andato in onda il 14 gennaio 1995. |       |
| 77  | Brian Knobbs e Jerry Sags                                   | 3     | 21 maggio 1995    | -18    | Saint Petersburg, Florida        | Slamboree 1995               | |       |
| 78  | Booker T e Stevie Ray                                       | 2     | 3 maggio 1995     | 28     | Orlando, Florida                 | WCW Worldwide                | In un episodio andato in onda il 24 giugno 1995. |       |
| 79  | Dick Slater (2) e Bunkhouse Buck                            | 1     | 21 giugno 1995    | 57     | Atlanta, Georgia                 | WCW Saturday Night           | In un episodio andato in onda il 22 luglio 1995. |       |
| 80  | Booker T e Stevie Ray                                       | 3     | 17 settembre 1995 | 1      | Asheville, Carolina del Nord     | Fall Brawl 1995              | |       |
| 81  | Marcus Alexander Bagwell (4) e Scotty Riggs                 | 1     | 18 settembre 1995 | 9      | Johnson City, Tennessee          | WCW Nitro                    | |       |
| 82  | Booker T e Stevie Ray                                       | 4     | 27 settembre 1995 | 117    | Atlanta, Georgia                 | WCW Saturday Night           | In un episodio andato in onda il 28 ottobre 1995. |       |
| 83  | Lex Luger (2) e Sting                                       | 1     | 22 gennaio 1996   | 154    | Las Vegas, Nevada                | WCW Nitro                    | |       |
| 84  | Booker T e Stevie Ray                                       | 5     | 24 giugno 1996    | 30     | Charlotte, Carolina del Nord     | WCW Nitro                    | |       |
| 85  | Rick Steiner e Scott Steiner                                | 4     | 24 luglio 1996    | 3      | Cincinnati, Ohio                 | House show                   | |       |
| 86  | Booker T e Stevie Ray                                       | 6     | 27 luglio 1996    | 58     | Dayton, Ohio                     | House show                   | |       |
| 87  | Johnny Grunge e Rocco Rock                                  | 1     | 23 settembre 1996 | 8      | Birmingham, Alabama              | WCW Nitro                    | |       |
| 88  | Booker T e Stevie Ray                                       | 7     | 1 ottobre 1996    | 26     | Canton, Ohio                     | WCW Saturday Night           | In un episodio andato in onda il 5 ottobre 1995. |       |
| 89  | Kevin Nash e Scott Hall                                     | 1     | 27 ottobre 1996   | 90     | Las Vegas, Nevada                | Halloween Havoc 1996         | |       |
| 90  | Rick Steiner e Scott Steiner                                | 5     | 25 gennaio 1997   | 2      | Cedar Rapids, Iowa               | Souled Out 1997              | |       |
| 91  | Kevin Nash e Scott Hall                                     | 2     | 27 gennaio 1997   | 27     | Las Vegas, Nevada                | WCW Nitro                    | Il titolo fu riassegnato a Nash e Hall in seguito a un conteggio non valido nell'incontro titolato precedente. |       |
| 92  | Lex Luger (3) e The Giant                                   | 1     | 23 febbraio 1997  | 1      | Daly City, California            | SuperBrawl VII               | |       |
| 93  | Kevin Nash (3), Scott Hall (3) e Syxx                       | 3     | 24 febbraio 1997  | 231    | Sacramento, California           | WCW Nitro                    | Il titolo fu riassegnato a Nash e Hall in seguito ad un infortunio a Luger. Syxx fu incoronato campione in base a una Wolfpack Rules dopo un infortunio a Nash il 13 ottobre 1997, e difese il titolo con Hall. | [ 5 ] |
| 94  | Rick Steiner e Scott Steiner                                | 6     | 13 ottobre 1997   | 91     | Tampa, Florida                   | WCW Nitro                    | |       |
| 95  | Kevin Nash e Scott Hall                                     | 4     | 12 gennaio 1998   | 28     | Jacksonville, Florida            | WCW Nitro                    | |       |
| 96  | Rick Steiner e Scott Steiner                                | 7     | 9 febbraio 1998   | 13     | El Paso, Texas                   | WCW Nitro                    | | [ 3 ] |
| 97  | Kevin Nash e Scott Hall                                     | 5     | 22 febbraio 1998  | 84     | Daly City, California            | SuperBrawl VIII              | |       |
| 98  | Sting (2) e The Giant (2)                                   | 1     | 17 maggio 1998    | 16     | Worcester, Massachusetts         | Slamboree 1998               | |       |
| —   | Vacante                                                     | —     | 2 giugno 1998     | —      | —                                | —                            | Il titolo venne reso vacante quando Sting si unì alla nWo Wolfpac |       |
| 99  | Sting (3) e Kevin Nash (6)                                  | 1     | 14 giugno 1998    | 36     | Baltimora, Maryland              | The Great American Bash 1998 | Sting vinse il titolo per sé in uno spareggio contro The Giant e il giorno dopo scelse Kevin Nash come partner. |       |
| 100 | Scott Hall (6) e The Giant (3)                              | 1     | 20 luglio 1998    | 97     | Salt Lake City, Utah             | WCW Nitro                    | |       |
| 101 | Rick Steiner (8) e Kenny Kaos/Judy Bagwell                  | 1     | 25 ottobre 1998   | 15/59  | Las Vegas, Nevada                | Halloween Havoc 1998         | Rick Steiner e Buff Bagwell vinsero il titolo contro The Giant e Scott Steiner, che sostituiva Scott Hall. Dal momento che Bagwell attaccò Steiner a fine incontro, questo poté scegliere un nuovo partner come campione, scegliendo Kaos. In seguito ad un infortunio di Kaos, Steiner scelse la madre di Buff Bagwell, Judy, come nuova partner. | [ 6 ] |
| —   | Vacante                                                     | —     | 7 gennaio 1999    | —      | —                                | —                            | Reso vacante in seguito ad un infortunio subito da Rick Steiner. |       |
| 102 | Barry Windham (3) e Curt Hennig                             | 1     | 21 febbraio 1999  | 21     | Oakland, California              | SuperBrawl IX                | In un torneo per riassegnare il titolo vacante, sconfiggendo in finale Chris Benoit e Dean Malenko. | [ 7 ] |
| 103 | Chris Benoit e Dean Malenko                                 | 1     | 14 marzo 1999     | 15     | Louisville, Kentucky             | Uncensored 1999              | |       |
| 104 | Billy Kidman e Rey Mysterio Jr.                             | 1     | 29 marzo 1999     | 41     | Toronto, Ontario                 | WCW Nitro                    | |       |
| 105 | Perry Saturn e Raven                                        | 1     | 9 maggio 1999     | 22     | Saint Louis, Missouri            | Slamboree 1999               | |       |
| 106 | Bam Bam Bigelow e Diamond Dallas Page                       | 1     | 31 maggio 1999    | 7      | Houston, Texas                   | WCW Nitro                    | |       |
| 107 | Chris Benoit (2) e Perry Saturn (2)                         | 1     | 7 giugno 1999     | 6      | Cleveland, Ohio                  | WCW Nitro                    | |       |
| 108 | Diamond Dallas Page (2), Bam Bam Bigelow (2) e Chris Kanyon | 1     | 13 giugno 1999    | 62     | Baltimora, Maryland              | The Great American Bash 1999 | Il titolo fu vinto da Page e Kanyon, ma fu difeso anche da Bigelow per la Freebird Rule. |       |
| 109 | Booker T e Stevie Ray                                       | 8     | 14 agosto 1999    | 9      | Sturgis, Dakota del Sud          | Road Wild 1999               | |       |
| 110 | Barry Windham (4) e Kendall Windham                         | 1     | 23 agosto 1999    | 20     | Las Vegas, Nevada                | WCW Nitro                    | |       |
| 111 | Booker T e Stevie Ray                                       | 9     | 12 settembre 1999 | 36     | Winston-Salem, Carolina del Nord | Fall Brawl 1999              | |       |
| 112 | Konnan e Rey Mysterio Jr. (2)                               | 1     | 18 ottobre 1999   | 6      | Filadelfia, Pennsylvania         | WCW Nitro                    | |       |
| —   | Vacante                                                     | —     | 24 ottobre 1999   | —      | —                                | —                            | Reso vacante in seguito ad un infortunio subito da Mysterio. |       |
| 113 | Booker T e Stevie Ray                                       | 10    | 24 ottobre 1999   | 1      | Las Vegas, Nevada                | Halloween Havoc 1999         | In uno spareggio contro i team di Konnan e Billy Kidman e Brian Knobbs e Hugh Morrus. | [ 3 ] |
| 114 | Konnan (2) e Billy Kidman (2)                               | 1     | 25 ottobre 1999   | 28     | Phoenix, Arizona                 | WCW Nitro                    | |       |
| 115 | Gerald e Patrick                                            | 1     | 22 novembre 1999  | 15     | Auburn Hills, Michigan           | WCW Nitro                    | |       |
| 116 | Bret Hart e Goldberg                                        | 1     | 7 dicembre 1999   | 6      | Madison, Wisconsin               | WCW Thunder                  | |       |
| 117 | Kevin Nash (7) e Scott Hall (7)                             | 6     | 13 dicembre 1999  | 14     | New Orleans, Louisiana           | WCW Nitro                    | |       |
| —   | Vacante                                                     | —     | 25 dicembre 1983  | —      | —                                | —                            | Reso vacante in seguito ad un infortunio subito da Hall. |       |
| 118 | Crowbar e David Flair                                       | 1     | 3 gennaio 2000    | 15     | Greenville, Carolina del Sud     | WCW Nitro                    | In un torneo per riassegnare i titoli vacanti, sconfiggendo in finale Kevin Nash e Scott Steiner. |       |
| 119 | Big Vito e Johnny the Bull                                  | 1     | 18 gennaio 2000   | 25     | Evansville, Indiana              | WCW Thunder                  | |       |
| 120 | Don Harris e Ron Harris                                     | 2     | 12 febbraio 2000  | 1      | Oberhausen, Germania             | House show                   | I due erano precedentemente campioni con i nomi di Gerald e Patrick. |       |
| 121 | Big Vito e Johnny the Bull                                  | 2     | 13 febbraio 2000  | 35     | Lipsia, Germania                 | House show                   | |       |
| 122 | Don Harris e Ron Harris                                     | 3     | 19 marzo 2000     | 3      | Miami, Florida                   | Uncensored 2000              | |       |
| —   | Vacante                                                     | —     | 10 aprile 2000    | —      | —                                | —                            | Il titolo venne reso vacante in seguito ad un reset della WCW. |       |
| 123 | Buff Bagwell (5) e Shane Douglas (2)                        | 1     | 16 aprile 2000    | 29     | Chicago, Illinois                | Spring Stampede 2000         | In un torneo per riassegnare i titoli vacanti, sconfiggendo in finale Lex Luger e Ric Flair. |       |
| 124 | Brian Adams e Bryan Clark                                   | 1     | 15 maggio 2000    | 15     | Biloxi, Mississippi              | WCW Nitro                    | |       |
| 125 | Chuck Palumbo e Shawn Stasiak                               | 1     | 30 maggio 2000    | 40     | Nampa, Idaho                     | WCW Thunder                  | |       |
| 126 | Brian Adams e Bryan Clark                                   | 2     | 9 luglio 2000     | 35     | Daytona Beach, Florida           | Bash at the Beach 2000       | |       |
| 127 | The Great Muta e Vampiro                                    | 1     | 13 agosto 2000    | 1      | Vancouver, Columbia Britannica   | New Blood Rising             | |       |
| 128 | Juventud Guerrera e Rey Mysterio Jr. (3)                    | 1     | 14 agosto 2000    | 35     | Kelowna, Columbia Britannica     | WCW Nitro                    | |       |
| —   | Vacante                                                     | —     | 18 settembre 2000 | —      | —                                | —                            | Guerrera e Mysterio furono costretti dalla WCW a rendere i titoli vacanti. |       |
| 129 | Mark Jindrak e Sean O'Haire                                 | 1     | 25 settembre 2000 | 14     | Uniondale, New York              | WCW Nitro                    | In una battle royal per riassegnare il titolo vacante. |       |
| 130 | Corporal Cajun e Lieutenant Loco                            | 1     | 9 ottobre 2000    | 0      | Sydney, Australia                | WCW Thunder                  | |       |
| 131 | Mark Jindrak e Sean O'Haire                                 | 2     | 9 ottobre 2000    | 38     | Sydney, Australia                | WCW Thunder                  | |       |
| 132 | Alex Wright e Disco Inferno                                 | 1     | 16 novembre 2000  | 4      | Oberhausen, Germania             | Millennium Final             | L'incontro fu vinto da Wright e General Rection, ma WCW e WWE considerano Disco Inferno come campione. |       |
| 133 | Chuck Palumbo e Shawn Stasiak                               | 2     | 20 novembre 2000  | 6      | Augusta, Georgia                 | WCW Nitro                    | |       |
| 134 | Diamond Dallas Page (3) e Kevin Nash (8)                    | 1     | 26 novembre 2000  | 8      | Milwaukee, Wisconsin             | Mayhem                       | |       |
| 135 | Chuck Palumbo e Shawn Stasiak                               | 3     | 4 dicembre 2000   | 13     | Lincoln, Nebraska                | WCW Nitro                    | La WCW costrinse Page e Nash a rendere vacanti i titoli e li riassegnò a Palumbo e Stasiak. |       |
| 136 | Diamond Dallas Page (4) e Kevin Nash (9)                    | 2     | 17 dicembre 2000  | 28     | Washington D.C.                  | Starrcade 2000               | |       |
| 137 | Chuck Palumbo (4) e Sean O'Haire (3)                        | 1     | 14 gennaio 2001   | 205    | Indianapolis, Indiana            | Sin                          | Questo regno è l'ultimo riconosciuto dalla WCW prima che questa venisse acqistata dalla WWF, che rinominò il titolo in WCW Tag Team Championship. |       |

### World Wrestling Federation (2001)
| #   | Campione                        | Regno | Data              | Giorni | Località                | Evento     | Note | Fonti |
| --- | ------------------------------- | ----- | ----------------- | ------ | ----------------------- | ---------- | --- | ----- |
| 138 | Kane e The Undertaker           | 1     | 7 agosto 2001     | 49     | Los Angeles, California | SmackDown! | Il 19 agosto Kane e Undertaker vinsero anche il WWF Tag Team Championship, difendendo separatamente i titoli.                         |       |
| 139 | Booker T (11) e Test            | 1     | 25 settembre 2001 | 13     | Dayton, Ohio            | SmackDown! | |       |
| 140 | Jeff Hardy e Matt Hardy         | 1     | 8 ottobre 2001    | 15     | Indianapolis, Indiana   | Raw        | |       |
| 141 | Bubba Ray Dudley e D-Von Dudley | 1     | 23 ottobre 2001   | 26     | Omaha, Nebraska         | SmackDown! | | [ 3 ] |
| —   | Disattivato                     | —     | 18 novembre 2001  | —      | —                       | —          | I Dudley Boyz sconfissero gli Hardy, detentori del WWF Tag Team Championship, unificando il WCW Tag Team Championship al suo interno. |       |